# Livermore (Kalifornien)
Livermore ist eine Stadt im Alameda County im US-Bundesstaat Kalifornien mit 87.955 Einwohnern (Stand 2020).

## Geographie
Von einigen (die meiste Zeit bräunlich grasbedeckten) Hügeln umgeben, ist Livermore ein typisches mittelgroßes, zersiedeltes Westküstenstädtchen. Von der InterState 580 sieht man östlich der Stadt einen etwa 5 × 5 Meilen (8 × 8 Kilometer) großen Windpark mit hunderten Windgeneratoren verschiedener Bauarten. Das Stadtgebiet hat eine Größe von 62,0 km². Die Stadt stellt eine principal city der Metropolitan Statistical Area San Francisco–Oakland–Fremont dar, die wiederum Teil der San Francisco Bay Area ist.

## Geschichte
Gegründet wurde die Stadt 1869 durch William Mendenhall und benannt nach seinem Freund Robert Livermore, einem Rancher, der bereits 1835 hier siedelte. Die „Livermore High School“ wurde 1891 gegründet. Seit 1918 wird in Livermore das jährliche Rodeo-Reiten abgehalten.
Am 1. Dezember 2011 wurde von den Entdeckern des chemischen Elements mit der Ordnungszahl 116 der Name Livermorium mit dem Symbol Lv vorgeschlagen und am 30. Mai 2012 von der IUPAC angenommen.

## Wirtschaft

### Labore
Größter Arbeitgeber in Livermore und von internationaler Bedeutung ist das Lawrence Livermore National Laboratory. Es wurde 1952 errichtet, um im Rahmen des nationalen Verteidigungsprogramms an der Planung und Entwicklung von Kernwaffen mitzuwirken. Auf dem Areal befinden sich heute mehrere IBM-Supercomputer, unter anderem der IBM Sequoia, der zur Zeit seiner Inbetriebnahme (Juni 2012) leistungsstärkste Computer der Welt.
Ebenfalls in der Stadt befindet sich ein Standort der Sandia National Laboratories. Deren Hauptaufgabe besteht im Entwickeln, Herstellen und Testen der nicht-nuklearen Komponenten von Nuklearwaffen.

### Weinbau
Das Livermore Valley ist auch ein bekanntes Weinbaugebiet. In den frühen 1960er Jahren war die Anbaufläche so groß wie im Napa Valley zu dieser Zeit. Dennoch blieb es relativ unbekannt, während Napa Valley heute zu den bekanntesten Weinbaugebieten der Welt zählt.

## Verkehr
Livermore verfügt über einen Regionalflughafen, der rund 150.000 Flugbewegungen pro Jahr aufweist. Ferner wird Livermore von der Interstate 580 durchquert und ist an das WHEELS-Bussystem angeschlossen, welches die Stadt mit Dublin, Pleasanton und dem BART-System verbindet. Ferner hat der Altamont Corridor Express zwei Haltestellen in der Stadt, ein Pendlerzug, der von Stockton nach San Jose fährt. Eine Station befindet sich an der Vasco Road, die andere im Zentrum von Livermore am Transitzentrum. Das Transitzentrum verfügt über ein kostenloses mehrstöckiges Parkhaus und Anschluss an das WHEELS-Bussystem.

## Bildung

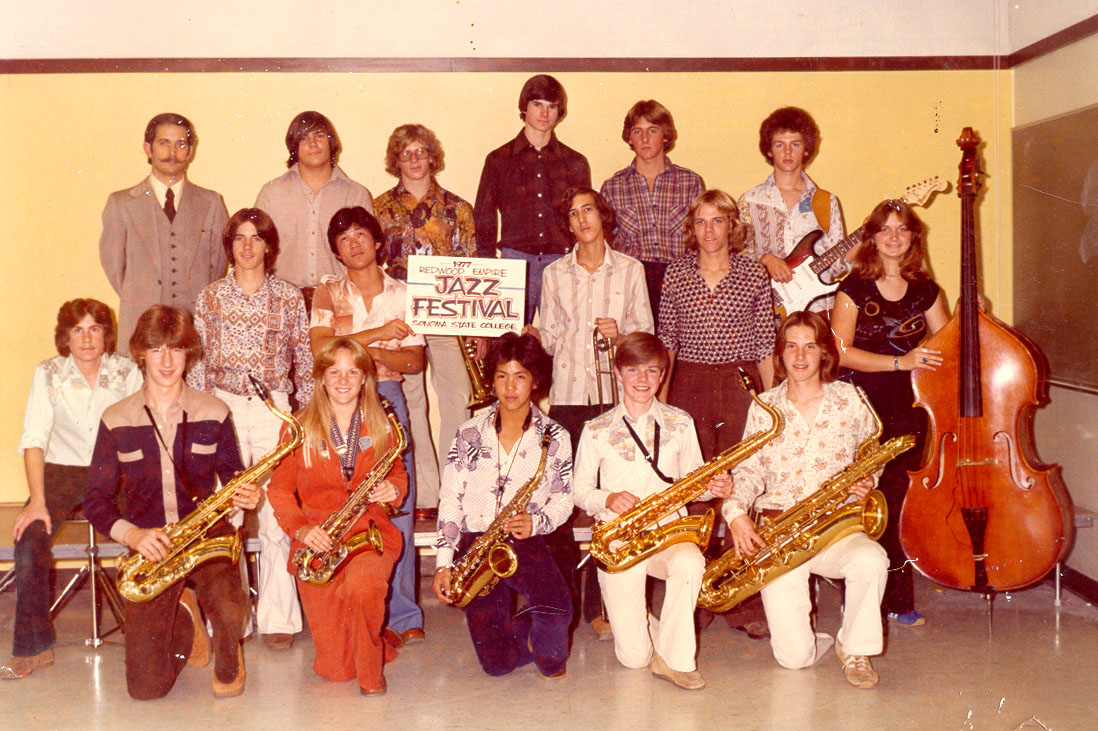
Livermore Highschoolband 1978

In Livermore gibt es zwei öffentliche Highschools: die Granada High School und die Livermore High School. Des Weiteren gibt es zahlreiche Middle Schools, darunter Mendenhall Middle School und Junction Avenue Middle School.

## Centennial Light
In der Feuerwache leuchtet die „dienstälteste“ Glühlampe der Welt, das „Centennial Light“ (‚Hundertjähriges Licht‘). Seit 1901 spendet dort eine 4 W-Kohlefaden-Birne fast ununterbrochen Licht. Sie erlosch lediglich bei einigen Stromausfällen und ist bereits mehrmals bei Verlegung der Feuerwache umgezogen.
Man hat eine Webcam eingerichtet, mit der sich jeder überzeugen kann, dass sie noch brennt.

## Städtepartnerschaften
- Quetzaltenango, Guatemala
- Sneschinsk, Russland
- Yotsukaidō, Japan seit 1977

## Söhne und Töchter der Stadt
- Judith Merkle Riley (1942–2010), Schriftstellerin
- Mark Davis (* 1960), Baseballspieler
- Bianca Sierra (* 1992), Fußballspielerin